# Croix-Mare
Pour les articles homonymes, voir Croix (homonymie).
Ne doit pas être confondu avec Croismare.
Croix-Mare (parfois encore Croixmare) est une commune française située dans le département de la Seine-Maritime en région Normandie.

## Géographie

### Localisation
La commune est située dans le pays de Caux.
| Écalles-Alix              | Flamanville  | Motteville        |
| Saint-Clair-sur-les-Monts | Croix-Mare   | Mesnil-Panneville |
| Touffreville-la-Corbeline | Mont-de-l'If | Blacqueville      |

### Hydrographie
La commune est située dans le bassin Seine-Normandie. Elle n'est drainée par aucun cours d'eau,. Néanmoins deux plans d'eau sont présents sur le territoire communal : la mare aux Loups (0,07 ha) et Quesnemare (0,21 ha),.

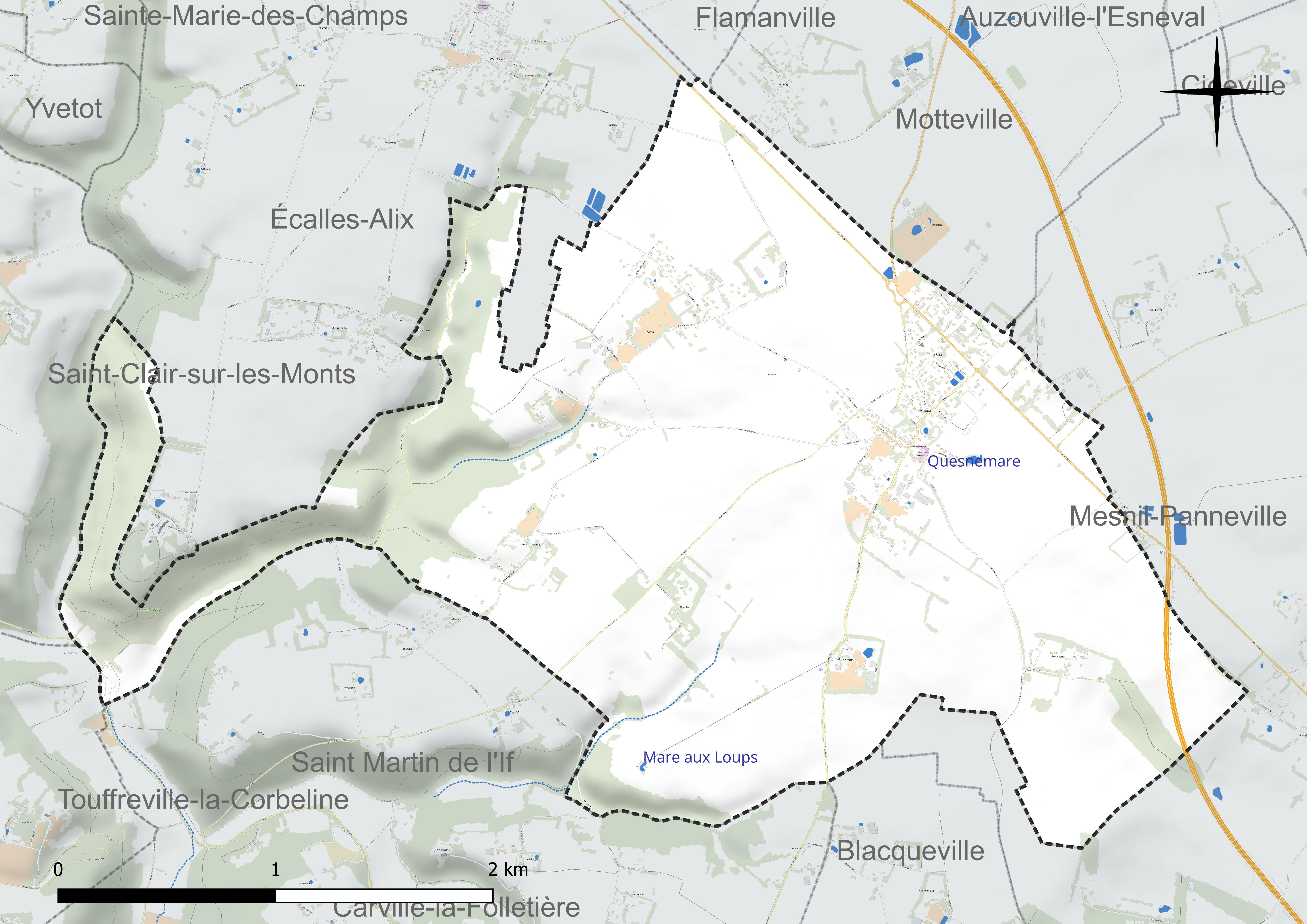
Réseau hydrographique de Croix-Mare.

### Climat
Pour des articles plus généraux, voir Climat de la Normandie et Climat de la Seine-Maritime.
En 2010, le climat de la commune est de type climat des marges montargnardes, selon une étude du CNRS s'appuyant sur une série de données couvrant la période 1971-2000. En 2020, Météo-France publie une typologie des climats de la France métropolitaine dans laquelle la commune est exposée à un climat océanique et est dans la région climatique Côtes de la Manche orientale, caractérisée par un faible ensoleillement (1 550 h/an) ; forte humidité de l’air (plus de 20 h/jour avec humidité relative > 80 % en hiver), vents forts fréquents. Parallèlement le GIEC normand, un groupe régional d’experts sur le climat, différencie quant à lui, dans une étude de 2020, trois grands types de climats pour la région Normandie, nuancés à une échelle plus fine par les facteurs géographiques locaux. La commune est, selon ce zonage, exposée à un « climat maritime », correspondant au Pays de Caux, frais, humide et pluvieux, légèrement plus frais que dans le Cotentin.
Pour la période 1971-2000, la température annuelle moyenne est de 10,1 °C, avec une amplitude thermique annuelle de 13,5 °C. Le cumul annuel moyen de précipitations est de 946 mm, avec 13,7 jours de précipitations en janvier et 8,9 jours en juillet. Pour la période 1991-2020, la température moyenne annuelle observée sur la station météorologique la plus proche, située sur la commune d'Ectot-lès-Baons à 5 km à vol d'oiseau, est de 10,8 °C et le cumul annuel moyen de précipitations est de 905,5 mm,. Pour l'avenir, les paramètres climatiques de la commune estimés pour 2050 selon différents scénarios d’émission de gaz à effet de serre sont consultables sur un site dédié publié par Météo-France en novembre 2022.

## Urbanisme

### Typologie
Au 1er janvier 2024, Croix-Mare est catégorisée bourg rural, selon la nouvelle grille communale de densité à sept niveaux définie par l'Insee en 2022.
Elle est située hors unité urbaine. Par ailleurs la commune fait partie de l'aire d'attraction de Rouen, dont elle est une commune de la couronne,. Cette aire, qui regroupe 317 communes, est catégorisée dans les aires de 200 000 à moins de 700 000 habitants,.

### Occupation des sols
L'occupation des sols de la commune, telle qu'elle ressort de la base de données européenne d’occupation biophysique des sols Corine Land Cover (CLC), est marquée par l'importance des territoires agricoles (81,1 % en 2018), une proportion sensiblement équivalente à celle de 1990 (81,7 %). La répartition détaillée en 2018 est la suivante : 
terres arables (63,2 %), forêts (14,7 %), prairies (12,4 %), zones agricoles hétérogènes (5,4 %), zones urbanisées (4,3 %). L'évolution de l’occupation des sols de la commune et de ses infrastructures peut être observée sur les différentes représentations cartographiques du territoire : la carte de Cassini (XVIIIe siècle), la carte d'état-major (1820-1866) et les cartes ou photos aériennes de l'IGN pour la période actuelle (1950 à aujourd'hui).

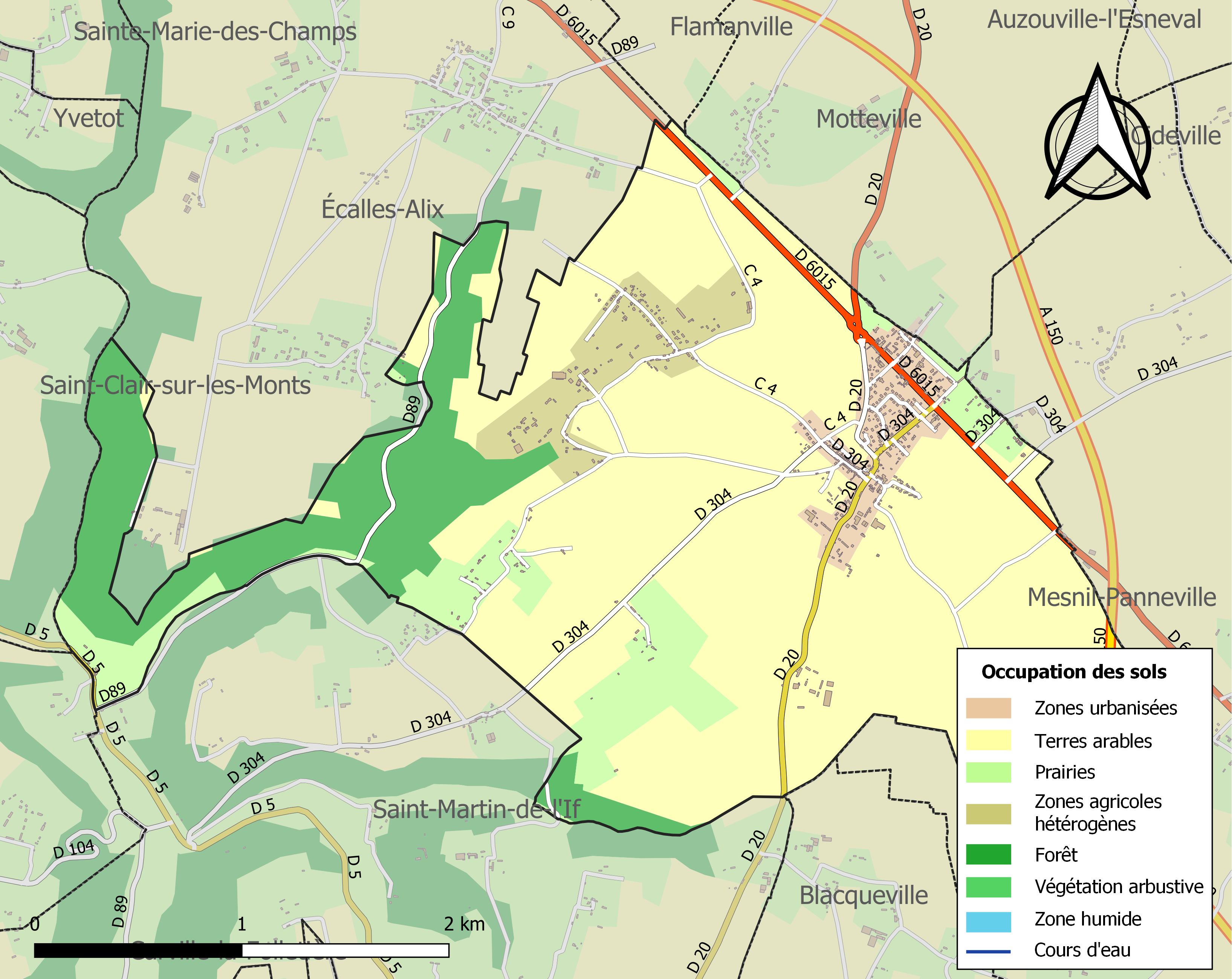
Carte des infrastructures et de l'occupation des sols de la commune en 2018 (CLC).

## Toponymie
Le nom de la localité est attesté sous les formes Cruiz mara vers 1050, Croismare en 1084; Croixmare en 1757; Croixmare et Croix-Mare en 1953.
Elle signifie « la mare de la croix ». Avant le XVIe siècle, l'emploi du mot mare était limité à la Normandie. Il s'agit d'un terme d'origine norroise marr (masc.), croisé avec le vieil anglais mere (fem. « étang, lac »).
En 1767, Louis XV a érigé une paroisse de Lorraine en marquisat pour Louis-Eugène de Croismare (frère de Marc-Antoine-Nicolas de Croismare, marquis de Lasson) et qui s'appelle Croismare, avec l'ancienne graphie, depuis lors.
Lieu Val au Cesne (Val au Sesne 1477), signifie la « Vallée de Le Cesne », nom de personne, ou la « vallée du Saxon ». En effet, le mot Cesne est une mauvaise graphie pour Sesne, d'un ancien Saisne « Saxon » attesté dans La Chanson de Roland, texte rédigé dans une scripta normande. Ainsi, on y lit au vers 3795 : « Baivier e Saisne sunt alet à cunseill, e Peitevin e Norman e Franceis; asez i as Alemans e Tiedeis » (Bavarois et Saxons sont entrés en conseil, avec les Poitevins, les Normands et les Français. Les Allemands et les Thiois sont en nombre).
Le patronyme Lecesne avec d'autres variantes graphiques est typiquement normand.

## Histoire
Village au cœur du Pays de Caux qui s'est développé à la jonction de deux axes importants :
La Grande Route reliant le Havre à Rouen puis Paris, devenue route nationale puis maintenant route départementale et la route reliant la Seine à Duclair vers la mer à Saint-Valéry-en-Caux.
Une occupation dès l'époque gallo-romaine est évoquée, mais peu ou pas d'information sur la constitution de la commune avant le VIIe siècle.
Au fil des siècles, le village se développe autour de l'église et du bourg et de ses nombreux hameaux : Hameau en Caux, le Mouchel, le Val au Cesne, Hameau Yvelin, la Forge, le Bois de Sap, le Bosc Hérisson. Hameaux souvent nés autour de fermes ayant pour certaines donné leur nom au hameau.
Lors des promenades, on peut découvrir les singularités de chacun d'entre eux.
L'étendue de son territoire réparti entre le plateau et la vallée du Val au Cesne fait ressortir les charmes de la commune à travers d'anciens corps de ferme aux beaux logis situés au fond des hameaux, des hêtraies, la mare Gainnemare, le Val au Cesne.
C'est au début du XIXe siècle que la commune a connu sa plus forte croissance avec une multitude d'activités commerciales locales qui ont maintenant disparu.

Malgré tout, Croixmare garde sa part d'identité commerciale probablement liée à sa situation géographique.

## Politique et administration
| Période                                  | Période                    | Identité          | Étiquette | Qualité                         |
| ---------------------------------------- | -------------------------- | ----------------- | --------- | ------------------------------- |
| Les données manquantes sont à compléter. |                            |                   |           |                                 |
| 1933                                     | mars 1971                  | M. Rousselet      |           |                                 |
| mars 1971                                | 2014                       | Étienne Rousselet |           | Fils du précédent               |
| 2014                                     | En cours (au 10 août 2020) | Éric Carpentier   |           | Réélu pour le mandat 2020-2026, |

## Démographie
L'évolution du nombre d'habitants est connue à travers les recensements de la population effectués dans la commune depuis 1793. Pour les communes de moins de 10 000 habitants, une enquête de recensement portant sur toute la population est réalisée tous les cinq ans, les populations de référence des années intermédiaires étant quant à elles estimées par interpolation ou extrapolation. Pour la commune, le premier recensement exhaustif entrant dans le cadre du nouveau dispositif a été réalisé en 2005.

En 2022, la commune comptait 713 habitants, en évolution de −11,1 % par rapport à 2016 (Seine-Maritime : +0,35 %, France hors Mayotte : +2,11 %).
| 1793 | 1800 | 1806 | 1821 | 1831 | 1836 | 1841 | 1846 | 1851 |
| ---- | ---- | ---- | ---- | ---- | ---- | ---- | ---- | ---- |
| 717  | 799  | 817  | 839  | 911  | 950  | 942  | 907  | 940  |

| 1856 | 1861 | 1866 | 1872 | 1876 | 1881 | 1886 | 1891 | 1896 |
| ---- | ---- | ---- | ---- | ---- | ---- | ---- | ---- | ---- |
| 849  | 820  | 780  | 739  | 717  | 652  | 604  | 561  | 559  |

| 1901 | 1906 | 1911 | 1921 | 1926 | 1931 | 1936 | 1946 | 1954 |
| ---- | ---- | ---- | ---- | ---- | ---- | ---- | ---- | ---- |
| 600  | 549  | 471  | 401  | 430  | 444  | 417  | 447  | 450  |

| 1962 | 1968 | 1975 | 1982 | 1990 | 1999 | 2005 | 2006 | 2010 |
| ---- | ---- | ---- | ---- | ---- | ---- | ---- | ---- | ---- |
| 460  | 459  | 436  | 508  | 591  | 590  | 688  | 684  | 700  |

| 2015 | 2020 | 2022 | - | - | - | - | - | - |
| ---- | ---- | ---- | - | - | - | - | - | - |
| 796  | 733  | 713  | - | - | - | - | - | - |

## Culture locale et patrimoine

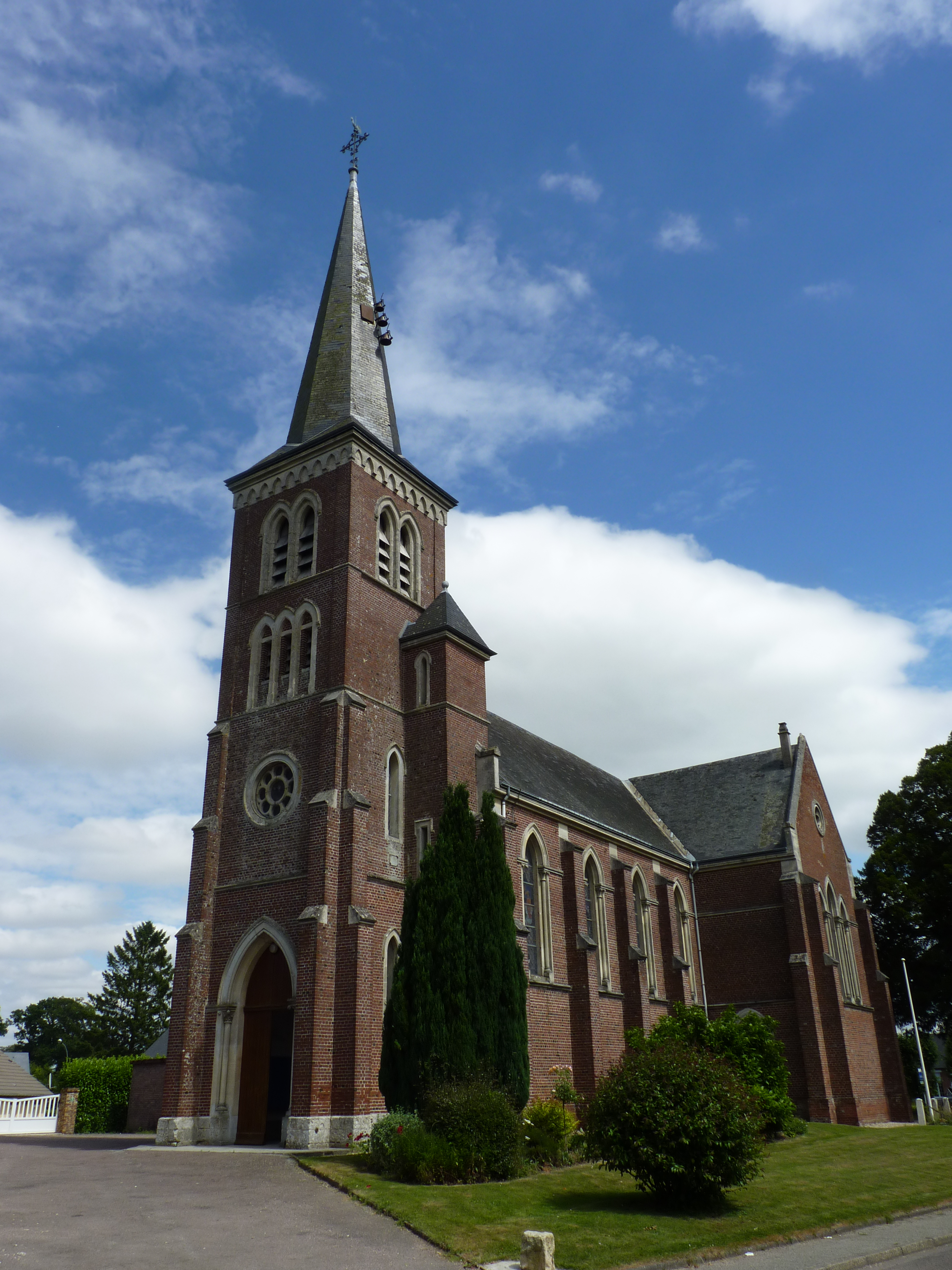
L'église

### Lieux et monuments
Église Saint-Aubin.

### Personnalités liées à la commune
- Famille de Croismare, seigneurs du village